# Ján Svorada
Ján Svorada (Trenčín, 28 augustus 1968) is een Tsjechisch voormalig wielrenner. Voor 1996 had Svorada de Slowaakse nationaliteit.

## Carrière
Svorada was een begenadigd sprinter en reed voornamelijk bij de Italiaanse Lampre-ploeg van Giuseppe Saronni.
Svorada won etappes in alle drie de Grote Rondes, in totaal behaalde hij daarin elf etappezeges tussen 1994 en 2001. Hij is de eerste Tsjechische wielrenner die dit wist te bewerkstelligen. In 1993 won hij het Intergiro-klassement in de Ronde van Italië.

## Belangrijkste overwinningen
1988
- 7e etappe Olympia's Tour

1990
- 2e, 3e, 4e en 13e etappe Vredeskoers
- Eindklassement Vredeskoers
- 2e etappe GP Wilhelm Tell

1992
- 1e etappe Midi Libre
- 1e etappe Ronde van Romandië
- ?e etappe Ruta del Sol

1993
- Puntenklassement Kellogg's Tour of Britain

1994
- 5e etappe (deel A) Ruta del Sol
- 5e etappe Ronde van Romandië
- Eindklassement Midi-Libre
- 7e etappe Ronde van Frankrijk
- 10e, 12e en 18e etappe Ronde van Frankrijk
- 5e etappe Kellogg's Tour of Britain

1995
- 8e etappe Tirreno-Adriatico
- 12e etappe Ronde van Frankrijk

1996
- 4e en 5e etappe Ster van Bessèges
- Eindklassement Ster van Bessèges
- 1e etappe Ronde van de Middellandse Zee
- 7e etappe Tirreno-Adriatico
- GP Denain
- 3e etappe Ronde van Zwitserland
- Tsjechisch kampioen op de weg, Elite

1997
- 2e, 3e en 5e etappe Ster van Bessèges
- 1e (deel A), 2e en 4e etappe Ronde van Catalonië
- 11e, 16e en 17e etappe Ronde van Spanje

1998
- 3e etappe Tirreno-Adriatico
- GP Rik Van Steenbergen
- 2e etappe Vierdaagse van Duinkerke
- First Union Classic
- Tsjechisch kampioen op de weg, Elite
- 2e etappe Ronde van Frankrijk

1999
- 3e etappe Ronde van Murcia
- 8e etappe Tirreno-Adriatico
- Clásica de Almería

2000
- 2e etappe Tirreno-Adriatico
- 3e etappe Ronde van Italië

2001
- 3e etappe Vierdaagse van Duinkerke
- 2e etappe Midi-Libre
- 20e etappe Ronde van Frankrijk

2002
- 1e etappe Ronde van Murcia
- 1e en 4e etappe Ronde van België

2003
- 1e etappe Ronde van Murcia

2004
- 4e etappe Ronde van Trentino
- 1e etappe Ronde van Romandië

2005
- 1e etappe Bayern Rundfahrt
- Tsjechisch kampioen op de weg, Elite
- 1e en 3e etappe Regio Tour International

## Resultaten in voornaamste wedstrijden
| Jaar | Ronde van Italië | Ronde van Frankrijk | Ronde van Spanje |
| ---- | ---------------- | ------------------- | ---------------- |
| 1991 | 126e             |                     |                  |
| 1992 | 122e             |                     |                  |
| 1993 | 123e             | opgave              |                  |
| 1994 | opgave (3)       | 103e (1)            |                  |
| 1995 | opgave (1)       | buiten tijd         |                  |
| 1996 |                  | opgave              |                  |
| 1997 | opgave           |                     | 120e (3)         |
| 1998 |                  | opgave (1)          | opgave           |
| 1999 | opgave           | opgave              | opgave           |
| 2000 | 102e (1)         |                     | opgave           |
| 2001 |                  | 129e (1)            |                  |
| 2002 |                  | 131e                | 108e             |
| 2003 | 89e              |                     | opgave           |
| 2004 | opgave           |                     |                  |
| 2005 |                  |                     |                  |

| Jaar | Milaan-San Remo | Gent-Wevelgem | Luik-Bast.‑Luik | Parijs-Tours | Waalse Pijl |  | WK op de weg |
| ---- | --------------- | ------------- | --------------- | ------------ | ----------- |  | ------------ |
| 1991 | 66e             |               |                 |              |             |  |              |
| 1992 | 51e             |               |                 |              |             |  |              |
| 1993 | 121e            |               | 78e             | 95e          | 17e         |  | 27e          |
| 1994 |                 | 33e           |                 | 114e         |             |  |              |
| 1995 | 157e            |               |                 |              |             |  |              |
| 1996 | 76e             |               |                 |              |             |  |              |
| 1997 |                 |               |                 | 5e           |             |  |              |
| 1998 |                 |               |                 |              |             |  |              |
| 1999 | 103e            |               |                 |              |             |  |              |
| 2000 | 93e             |               |                 |              |             |  |              |
| 2001 | 45e             |               |                 | 59e          |             |  |              |
| 2002 | 8e              |               |                 |              |             |  | 11e          |
| 2003 | 8e              |               |                 |              |             |  |              |
| 2004 | 142e            |               |                 |              |             |  |              |
| 2005 |                 |               |                 |              |             |  | 99e          |